# Beforona mirabilella
Beforona mirabilella är en fjärilsart som beskrevs av Pierre E.L. Viette 1956. Beforona mirabilella ingår i släktet Beforona och familjen praktmalar, Oecophoridae. Inga underarter finns listade i Catalogue of Life.